# FK Bokelj
FK Bokelj este un club de fotbal din Kotor, Muntenegru. În sezonul 2014-2015 acesta va evolua în Prima Ligă muntenegreană.